# 2000年夏季残疾人奥林匹克运动会马达加斯加代表团
2000年夏季残疾人奥林匹克运动会马达加斯加代表团是马达加斯加派出的2000年夏季残疾人奥林匹克运动会代表团。未获得奖牌。